# Антимоніди

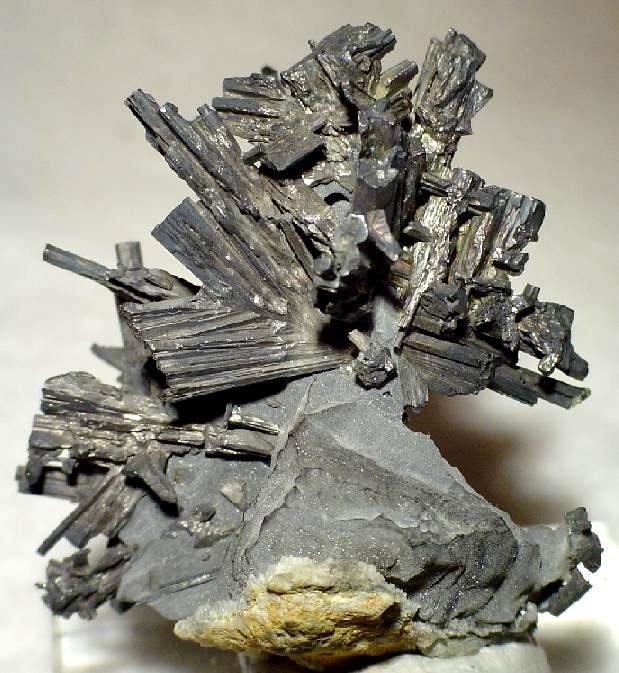
Дискразит

Антимоні́ди — сполуки стибію з менш електронегативними елементами. За своїми властивостями вони нагадують інтерметаліди. Частіше за все такі сполуки утворюються для металів побічних груп.
З нікелем стибій утворює сполуки складу Ni2Sb3, NiSb, Ni5Sb2, Ni4Sb. З цього ряду антимонід NiSb зустрічається у природі у вигляді мінералу брейтгауптиту.
Антимоніди активних металів можливо синтезувати, наприклад, шляхом безпосередньої взаємодії простих сполук при нагріванні:
{\displaystyle \mathrm {3Ca+2Sb{\xrightarrow {}}Ca_{3}Sb_{2}} }
Антимонід срібла утворюється при пропусканні стибіну крізь розчини солей аргентуму:
{\displaystyle \mathrm {SbH_{3}+3AgNO_{3}{\xrightarrow {}}Ag_{3}Sb+3HNO_{3}} }
Ag3Sb поширений у природі під назвою дискразит.